# Ri Jun-Il
Ri Jun-II, född 24 augusti 1987, är en koreansk fotbollsspelare som för närvarande spelar för Sobaeksu och det nordkoreanska landslaget.

## Klubbkarriär
Sedan den 2 juni 2008 spelar Ri för Sobaeksu i nordkoreanska ligan.

## Landslagskarriär
Ri debuterade 2008 och har spelat 33 landskamper, men inte gjort något mål. Han blev uttagen till Nordkoreas trupp till VM 2010.